# Peterfecking
Peterfecking ist ein Ortsteil der Gemeinde Saal an der Donau und eine Gemarkung im niederbayerischen Landkreis Kelheim. 

## Lage
Das Kirchdorf Peterfecking liegt in der Hallertau etwa vier Kilometer nordöstlich von Saal an der Donau am Feckinger Bach.

## Geschichte
Fecking wurde unter dem Namen Vekkinga erstmals im Jahre 878 urkundlich erwähnt. Bei dem Namen Vekkinga handelt es sich um das ganze „Feckinger Gebiet“ von Affecking bis nach Mitter- bzw. Oberfecking. Ein Ortsadel aus Fecking (Vegginne) wird um 1141 urkundlich genannt. Der Burgstall Mitterfecking ist auf einen Ministerialen des Klosters St. Emmeram, Wernher von Fecking, zurückzuführen. Vermutlich wurde der Bau mit Rücksicht auf die nahe gelegene Burg Peterfecking nicht zu Ende geführt. Schloss Peterfecking war später eine Hofmark, die 1731 an das Reichsstift Niedermünster verkauft wurde und nach 1800 säkularisiert wurde. Die 1818 mit dem bayerischen Gemeindeedikt gebildete Gemeinde Peterfecking gehörte wie die gleichzeitig gebildete Gemeinde Mitterfecking zum Landgerichtsbezirk Kelheim, dann zum Bezirksamt Kelheim, dem späteren Landkreis Kelheim. Nachdem sich mehr als zwei Drittel der Gemeindebürger dafür ausgesprochen hatten, wurde die Gemeinde Peterfecking zum 1. Januar 1911 nach Mitterfecking eingemeindet. Im Zuge der Gebietsreform in Bayern wurde am 1. Mai 1978 die Gemeinde Mitterfecking mit Peterfecking in die Gemeinde Saal an der Donau eingegliedert.